# 克里米亚站 (巴黎地铁)
克里米亞站（法語：Crimée）是巴黎地鐵的一個車站。車站的名稱是為了紀念1855年至1856年的克里米亞戰爭。這場戰爭的停戰和約巴黎條約 (1856年)是在巴黎簽訂。克里米亞站開業於1910年11月5日，附近有烏爾克運河。

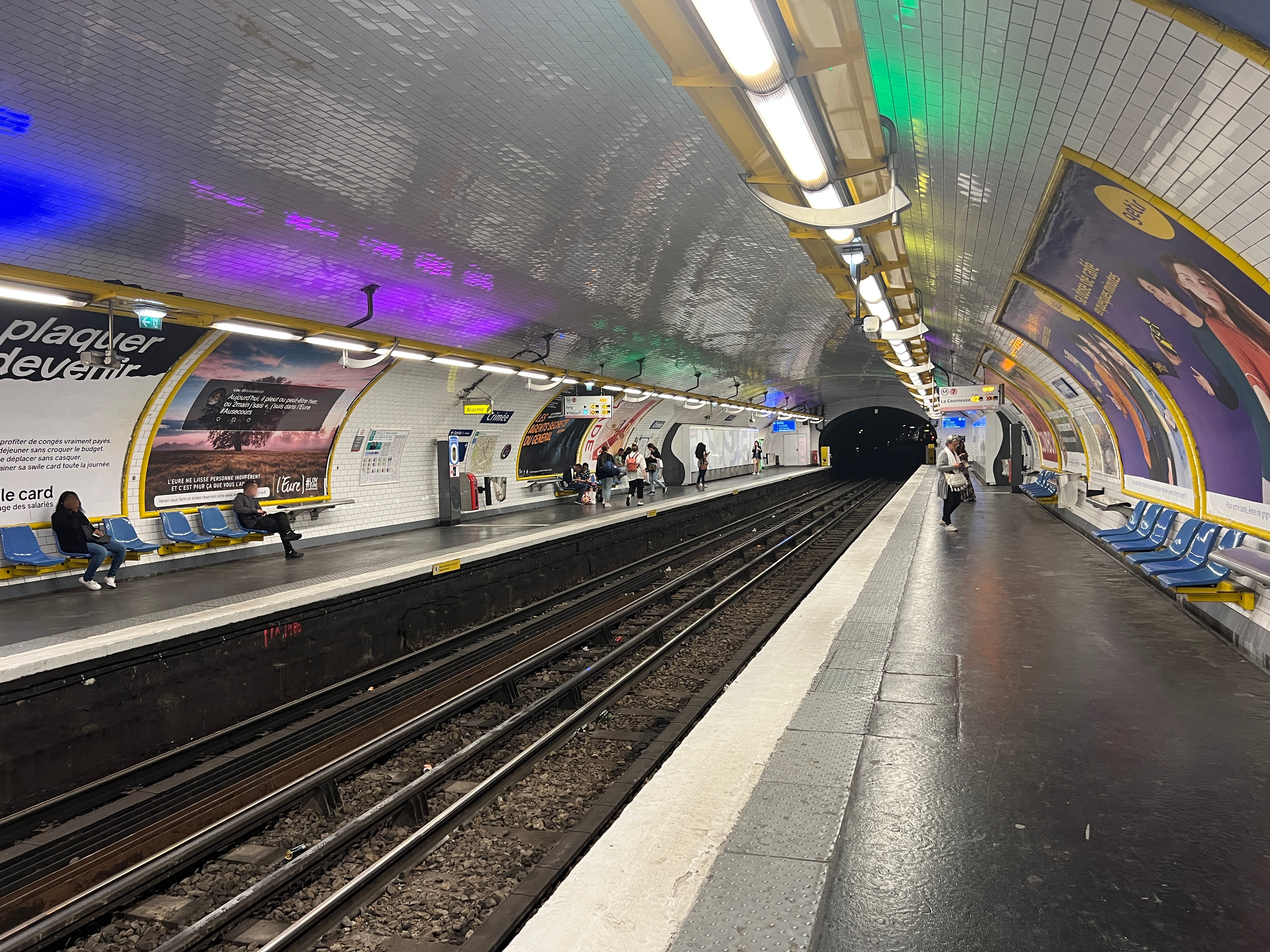
月台（2022年6月）

## 車站結構
| 街道      |                    |                                       |
| B1        | 月台連接夾層       |                                       |
| 7號線月台 | 側式月台，右側開門 | 側式月台，右側開門                    |
| 7號線月台 | 南行               | 往猶太城-路易·阿拉貢/伊夫里鎮（里格） |
| 7號線月台 | 北行               | 往新庭-1945年5月8日（科倫坦·卡里烏）  |
| 7號線月台 | 側式月台，右側開門 |                                       |